# Carnide (Lisbona)
Carnide è una freguesia del Portogallo e un quartiere della città di Lisbona.

## Monumenti e luoghi d'interesse
- Colégio Militar, ospitato presso le strutture dell'antico Hospital de Nossa Senhora dos Prazeres, in Largo da Luz
- Convento de Santa Teresa de Jesus de Carnide
- Quinta do Bom Nome
- Igreja de Nossa Senhora da Luz
- Igreja de São Lourenço de Carnide
- Centro Colombo
- Teatro Armando Cortez e Casa do Artista